# Белоусов, Иван Максимович
Иван Максимович Белоусов (1869 — 1932) — начальник штаба 23-го армейского корпуса, генерал-майор, герой Первой мировой войны, участник Белого движения.

## Биография
Образование получил в Ставропольской гимназии, по окончании которой поступил на военную службу.
В 1892 году окончил военно-училищный курс при Киевском пехотном юнкерском училище и был выпущен подпоручиком в Анапский резервный батальон. Произведен в поручики 15 июля 1896 года, в штабс-капитаны — 24 сентября 1900 года.
В 1904 году окончил Николаевскую академию Генерального штаба по 1-му разряду и 31 мая того же года был произведен в капитаны «за отличные успехи в науках». 8 марта 1905 года переведен в Генеральный штаб с назначением обер-офицером для особых поручений при штабе 1-го Кавказского армейского корпуса. 28 сентября 1907 года назначен обер-офицером для особых поручений при штабе 2-го Кавказского армейского корпуса, а 20 января 1908 года — старшим адъютантом того же штаба. 2 июня 1911 года назначен исправляющим должность штаб-офицера для поручений при штабе 2-го Кавказского армейского корпуса, а 6 декабря того же года произведен в подполковники с утверждением в должности. 25 марта 1912 года произведен в полковники «за отличие по службе». С 1 сентября 1913 года прикомандирован к Киевскому военному училищу для преподавания военных наук.
С началом Первой мировой войны был назначен начальником штаба 69-й пехотной дивизии. Пожалован Георгиевским оружием
За то, что будучи начальником штаба 69-й пехотной дивизии во время штурма крепости Перемышль 22—25 сентября 1914 года производил личные рекогносцировки и верно оценивал обстановку, чем существенно содействовал успеху наступления; принимая деятельное и непосредственное участие в бою, тоже существенным образом содействовал успеху наступления частей дивизии.
16 июля 1915 года назначен командиром 63-го пехотного Углицкого полка. Удостоен ордена Св. Георгия 4-й степени
За то, что в наступательном бою 8 октября 1915 года на фронте Верещакский лес — Кордон Алексинский, находясь под сильным артиллерийским и ружейным огнем, искусно и доблестно руководя наступлением полка на важнейший, весьма сильно укрепленный участок позиции, настойчивыми атаками сломил сопротивление противника, захватив две линии укрепленной позиции неприятеля, а затем, направив части полка в охват позиции противника с севера и юга, способствовал успешной фронтальной атаке соседних полков. Все эти действия привели к овладению Верещакским лесом, имевшим значение тактического ключа позиции противника, и к полной победе над австро-германцами. За этот день полком взято: 2 гаубицы, 15 офицеров, 756 нижних чинов и один пулемет.
18 июля 1916 года произведен в генерал-майоры на основании Георгиевского статута, а 10 ноября того же года назначен начальником штаба 32-й пехотной дивизии. 15 мая 1917 года назначен начальником штаба 22-го армейского корпуса, а 27 июля — 23-го армейского корпуса.
С началом Гражданской войны вступил в Добровольческую армию. Участвовал в 1-м Кубанском походе в должности начальника санитарного обоза армии. Затем был начальником Ейского гарнизона, с 11 ноября 1918 года состоял комендантом Главной квартиры Добровольческой армии.
В эмиграции в Югославии. Состоял членом Общества офицеров Генерального штаба. Служил в югославянской армии. Умер в 1932 году в Сараеве. Был женат на дочери офицера Вере Яковлевне (1875—1963).

## Награды
- Орден Святой Анны 4-й ст. с надписью «за храбрость» (1906)
- Орден Святого Станислава 3-й ст. с мечам и бантом (1906)
- Орден Святой Анны 3-й ст. с мечам и бантом (1907)
- Орден Святого Станислава 2-й ст. с мечами (ВП 17.03.1913)
- Орден Святого Владимира 4-й ст. с мечами и бантом (ВП 28.12.1914)
- Орден Святого Владимира 3-й ст. с мечами (ВП 6.03.1915)
- Георгиевское оружие (ВП 10.11.1915)
- Орден Святого Георгия 4-й ст. (ВП 13.11.1916)